# Герцен Іван Генріхович
Герцен Іван Генріхович (нар. 20 серпня (2 вересня) 1917, с. Золотарівка, нині Ставропольського краю — 18 квітня 1999, Одеса) — ортопед-травматолог. Батько Генріха Герцена. Доктор медичних наук (1959), професор (1960). Заслужений діяч науки УРСР (1981). Державні нагороди СРСР. Закінчив Військово-медичну академію в Ленінграді (нині Санкт-Петербург, 1941). Під час 2-ї світової війни — військовий лікар; від 1944 — у Свердловському НДІ відновлювальної хірургії, ортопедії і травматології (нині Єкатеринбург, РФ): старший науковий співробітник, від 1953 — керівник клініки; 1960–88 — завідувачі, від 1988 — професор кафедри травматології і ортопедії, одночасно 1963–65 — проректор з наукової роботи Одеського медичного інституту. Керівник першого в Україні навчально-наукового-практичного об'єднання з травматології (від 1988). Досліджував проблеми порівняльної анатомії суглобів, лікування переломів, регенерації кісткової тканини та її реакції на метал.